# Oblast Autônomo de Gorno-Badaquexão
Óblast Autônomo de Gorno-Badaquexão, Gorno-Badaquistão ou Gorno-Badajistão (em dari e persa: بدخشان; em tajique: Бадахшон, Badakhshan) foi um óblast autônomo do Tajiquistão.[carece de fontes?]